# Naturpark Neckartal-Odenwald

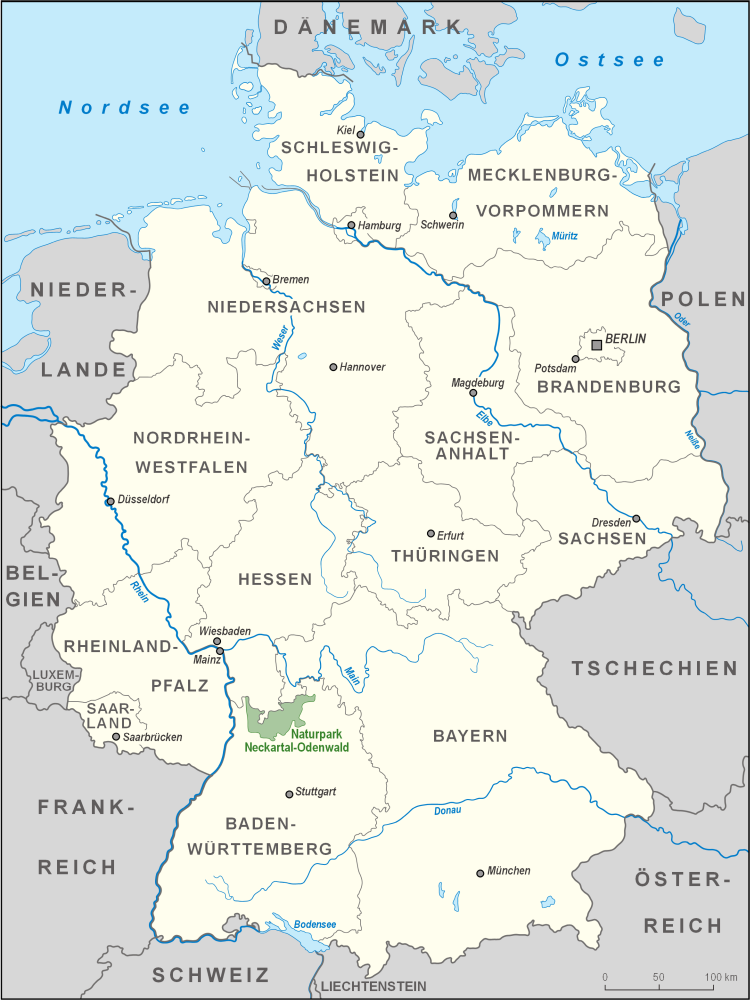
Lage des Naturparks Neckartal-Odenwald

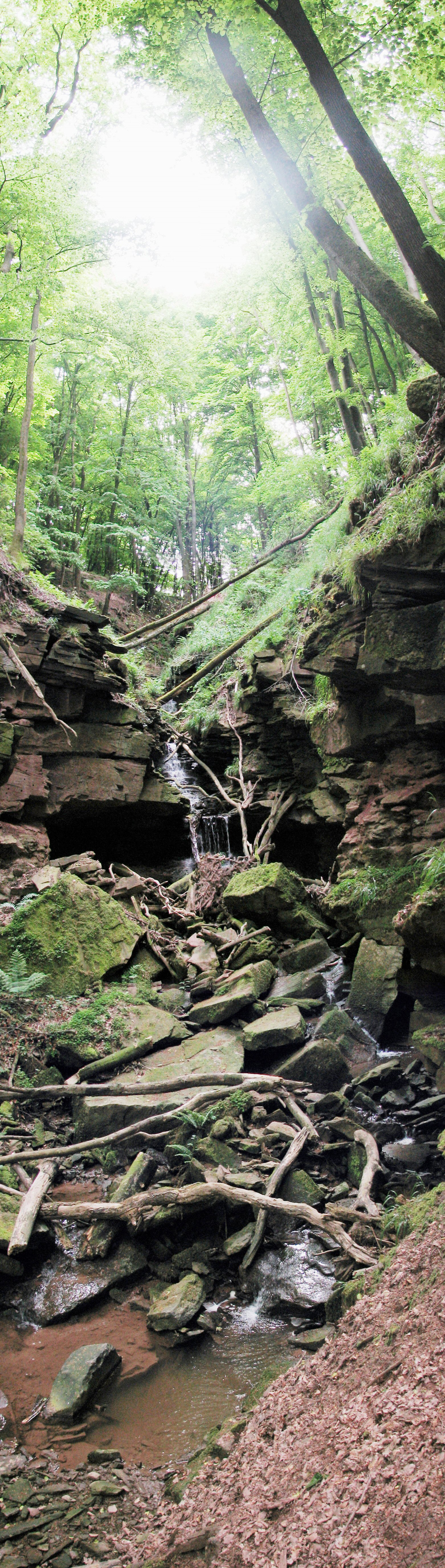
Die Margarethenschlucht

Der Naturpark Neckartal-Odenwald ist mit einer Größe von 1520 km² einer der größten Naturparks Baden-Württembergs (Deutschland). Im Norden schließt sich der Geo-Naturpark Bergstraße-Odenwald auf hessischem und bayerischem Gebiet an, einige Gebiete im Norden Baden-Württembergs gehören zu beiden Naturparks.

## Geografie
Der Naturpark liegt im Norden des Bundeslands Baden-Württemberg in den Landkreisen Rhein-Neckar-Kreis und Neckar-Odenwald-Kreis. Er umfasst die waldreiche Mittelgebirgslandschaft des Odenwaldes mit den angrenzenden Randlandschaften Bergstraße im Westen, Bauland im Osten, Kraichgau im Süden und dem tief eingeschnittenen Neckartal.
Eine detaillierte Darstellung liefert beispielsweise die Wanderkarte Naturpark Neckartal-Odenwald im Maßstab 1:50.000, herausgegeben vom Landesvermessungsamt Baden-Württemberg, in den Blättern Südwest und Südost.

## Träger
Der Träger des Naturparks ist der Naturpark Neckartal-Odenwald e. V., der 1980 gegründet wurde.

## Sehenswürdigkeiten
- Burgruine Eberbach (Baden), Burgruine Stolzeneck, Burg Hornberg, Minneburg, Burg Zwingenberg, Bergfeste Dilsberg
- Eberstadter Tropfsteinhöhle bei Buchen (Odenwald)
- Haintalviadukt bei Oberzent-Kailbach (Odenwaldkreis), Südhessen
- Heidelberg mit Heidelberger Schloss
- Katzenbuckel – mit 626,8 m Höhe die höchste Erhebung des Odenwalds
- Margarethenschlucht bei Neckargerach
- Odenwälder Freilandmuseum in Walldürn-Gottersdorf
- Römische Limeslinien: Obergermanisch-Raetischer Limes und Neckar-Odenwald-Limes
- Steinbruch Kallenberg bei Eschelbronn
- Waldlehrpfade, Naturpfade, Obstlehrpfade, Gewässerlehrpfade, Jugend-Erlebnispfade sowie ein Rotwildlehrpfad, ein Weinbaulehrpfad, ein landwirtschaftlicher Lehrpfad, die "via naturae" in Heidelberg und ein Heilkräutergarten in Eberbach
- Wolfschlucht bei Zwingenberg (Neckar-Odenwald-Kreis)